# Grimpa-soques de Souleyet
El grimpa-soques de Souleyet (Lepidocolaptes souleyetii) és una espècie d'ocell de la família dels furnàrids (Furnariidae) que habita boscos poc densos, ciutats, matolls i sabanes des del sud de Mèxic, a través d'Amèrica Central, fins a Colòmbia, oest de l'Equador, nord-oest del Perú, Veneçuela, Trinitat, Guaiana i zona limítrofa del nord-oest del Brasil.